# وليد عطا
وليد عطا (بالسويدية: Walid Atta) مواليد 28 أغسطس 1986 في الرياض (السعودية)، هو لاعب كرة قدم سويدي لعب سابقاً مع نادي الخليج السعودي كمدافع.

## المسيرة الاحترافية

### أندية لعب لها
- أيك سولنا
- نادي لوكوموتيفا لكرة القدم
- نادي دينامو زغرب
- نادي هلسينغبورغ
- هاكين
- غنتشليربيرليغي

## روابط خارجية
- وليد عطا على موقع اتحاد السويد (السويدية)
- وليد عطا على موقع اتحاد تركيا (لاعب) (الإنجليزية)
- وليد عطا على موقع قاعدة بيانات كرة القدم.إي يو (الإنجليزية)
- وليد عطا على موقع ناشيونال فوتبول تيمز (الإنجليزية)
- وليد عطا على موقع Soccerway.com (الإنجليزية)
- وليد عطا على موقع عالم كرة القدم.نت (الإنجليزية)
- وليد عطا على موقع AS.com (الإسبانية)